# سيلين كوهن
سيلين كوهن هي لاعب كرة مضرب سويسرية، ولدت في 5 مارس 1967.

## وصلات خارجية
- سيلين كوهن على موقع رابطة محترفات التنس (الإنجليزية)
- سيلين كوهن على موقع الاتحاد الدولي لكرة المضرب (الإنجليزية)
- سيلين كوهن على موقع كأس بيلي جين كينغ (الإنجليزية)
- سيلين كوهن على موقع خلاصة التنس.كوم (الإنجليزية)